# 奈美悦子
奈美 悦子（なみ えつこ、1950年12月27日 - ）は、日本の女優、歌手、タレント。本名:並川 悦子（なみかわ えつこ）。
奈良県北葛城郡香芝町（現：香芝市）出身。香芝町立下田小学校、八尾市立曙川中学校、大阪女子短期大学付属高等学校卒業。西野バレエ団出身。竹内事務所、ISMいずみプロ、オフィスウォーカー、スカイコーポレーションを経て、オフィスPSC所属。現在は東京都世田谷区在住。
身長168cm。息子は元タレント・俳優の並川倖大。

## 来歴
1962年、1500人の中から選出されて西野バレエ団に入団。数年間のレッスンを受け、1967年2月にドラマ『発車、オーライ!』でデビュー。同年3月に『銀の長靴』で映画初出演。7月には『大阪ブルース』で歌手デビューする。同年8月、金井克子、原田糸子、由美かおると共にダンスグループレ・ガールズを結成（数ヵ月後江美早苗が加入）。グループと同名のバラエティ番組『レ・ガールズ』とテレビドラマ『フラワーアクション009ノ1』にレギュラー出演した。
1970年、19歳でヴィレッジ・シンガーズのメンバーである林ゆたかとスピード結婚。奈美にとっては初恋の相手との結婚だったが、やがて夫婦関係が冷え込み、1972年に離婚。周囲からは「おままごと婚」と言われたが、のちに「おっしゃる通りおままごとだった」と当時を振り返っている。
1975年、実業家と再婚。しかし2か月後に再婚相手の会社が倒産。1976年に長男・倖大を出産するも、1980年に離婚。
2007年9月16日、20年の交際を経て、1歳年上のテレビドラマの撮影監督・緒方博と再々婚。
1971年、西野バレエ団を退団。女優活動を本格的に開始し、テレビドラマや映画で主に脇役として時代劇や現代劇などの善役から悪役まで幅広く活躍する。
2004年、掌蹠膿疱症性骨関節炎のため芸能活動を休業。北海道から九州まで延べ56軒の病院を渡り歩いた。その後、自己流の食事療法で快方に向かう。この出来事をきっかけに食生活を見直し、雑穀に興味を持つようになった。雑穀を広めたいという一心から、2007年2月、当時日本に36人しかいなかった雑穀アドバイザーの資格を取得する。同年9月には著書「雑穀美」を発表。自身の食生活については、「何てことはない、日本人のDNAにあった旬の野菜を中心にバランス良く食べる、それだけである」と語っている。病は2007年からは寛解状態にある。2009年からは無農薬で野菜を作っている。
1990年代からは、バラエティ番組に進出し、タレントとしても活躍している。
特技はバレエ、タップダンス。趣味は陶芸、アウトドア、絵画。

## エピソード
- 生まれる前に両親が離婚し、父の顔を知らずに母の実家で育てられた。父は小学3年生の時に事故で他界し、祖母に連れられてお葬式に行ったが、当時は誰のお葬式か知らされていなかったという[4]。また、中学まで一人で学校に行ったことはなく、毎日家族の誰かが一緒に電車に乗り、送り迎えしてくれた。当時は両親が離婚している子供は珍しかったので、それを理由にいじめられるのではないかと母や祖父母は過剰に心配していたため、一人で学校に行かせられなかった。かなり過保護だったと述べている[5]。
- 1996年、ヌード写真集撮影のため美しいバストにしようと美容形成手術を受けた際に乳首を失ったとして、執刀した東京都中野区の医療法人麗仁会を相手取り約5000万円の損害賠償を求める訴訟を起こし話題を呼んだ。奈美は乳首が長いのがコンプレックスだったため、バランスよく小さくしてもらう予定だったが、手術の結果右乳首はわずか1～2ミリしか残っておらず、左乳首は完全に根元から切り取られていた。1997年、執刀医側が約500万円の解決金を支払うことで和解が成立した。
- 前出の病気以来、食生活が一変した。雑穀アドバイザーの資格を取り、「白い食べ物、精製されているものは一切やめた」「添加物が入っているものは買わない」「出汁も自分で取り調味料は使わない」「世田谷に畑を借り、完全無農薬の野菜を自作」と徹底している[6]。
- モノマネ番組に出演し、中森明菜を披露したが、森公美子から「楠田枝里子に似てた」と言われてしまっている。

## 出演

### テレビドラマ
- 発車、オーライ!（1967年、フジテレビ） - 悦子（美しいバスガイド）
- 文五捕物絵図（1967年 - 1968年、NHK総合） - おけい
- レモンのような女 第6話 3rdエピソード「熱帯魚」（1967年6月14日、TBS / 国際放映）
- ざっくばらん（1968年、日本テレビ）
- それゆけ!5人娘（1969年、TBS）
- フラワーアクション009ノ1（1969年、フジテレビ・東映） - ダイヤ
- 新・平四郎危機一発（1969年 - 1970年、TBS・国際放映） - 一二三
- 銀河ドラマ / 乱戦模様（1970年、NHK総合）
- 明日のしあわせ（1970年、NET）
- 大河ドラマ / 春の坂道（1971年、NHK総合） - おたき
- 大忠臣蔵（1971年、NET・三船プロ） - おしん
- 弥次喜多隠密道中 第5話「富士川騒動」（1971年、日本テレビ・歌舞伎座テレビ室） - 夕姫
- 十手野郎捕物控 第13話（1971年、TBS）
- 火曜日の女シリーズ / 幻の女（1971年、日本テレビ・国際放映）
- ザ・ガードマン（1971年、TBS・大映テレビ室）
  - 第330話「スリラー! ミイラ墓の女」
  - 第346話「結婚ウハウハ団体列車」
- ターゲットメン（1971年 - 1972年、NET・東映） - 芳村かおり
- 水戸黄門（TBS・C.A.L）
  - 第3部 第6話「仇討姉弟 -藤枝-」（1972年） - 都築うめ
  - 第9部 第3話「狐が唄った相馬盆唄 -相馬-」（1978年） - おゆう
- キイハンター 第222話「東京-札幌　殺しのための56分」（1972年、TBS・東映） - キャサリン
- 小さな恋のものがたり（1972年、日本テレビ）
- あしたに駈けろ! 第4話「気まぐれ人魚フンサーイ!」（1972年、フジテレビ・松竹）
- 鉄平と順子（1972年 - 1973年、日本テレビ・国際放映）
- 家光が行く 第2話「竹千代の初恋」（1972年、日本テレビ） - 美雪
- おこれ!男だ 第18話「海よ! わが胸の火を消すな」（1973年、日本テレビ・松竹）
- 眠狂四郎 第24話「禁じられた肌に泣く」（1973年、関西テレビ・東映）
- 追跡 第12話「天使の唄」（1973年、関西テレビ・C.A.L・活動屋）
- 太陽にほえろ!（日本テレビ・東宝） 
  - 第46話「黒幕は誰だ」（1973年） - 風間洋子
  - 第307話「反転」（1978年） - 三村美沙子
  - 第469話「東京・鹿児島・大捜査線」、第470話「鹿児島・東京・大捜査線」（1981年） - 相馬彩子
  - 第499話「こわれた時計」（1982年） - 杉下夫人
  - 第717話「女たちは今…」（1986年） - 原田紀子
- ライオン奥様劇場 / 二人だけの朝（1973年、フジテレビ）
- 非情のライセンス（NET・東映）
  - 第1シリーズ 第12話「兇悪の空」（1973年） - 香川晴美
  - 第2シリーズ 第107話「約束」（1976年） - 原木良江
  - アイフル大作戦 第37話「乾杯!恋人に捧げる死体」（1973年、TBS・東映） - 立花冬子
- ここ一番（1974年、フジテレビ）
- 花の生涯（1974年、日本テレビ）
- ボクは恋人（1974年、フジテレビ）
- 愛ぬすびと（1974年、東海テレビ・近代放映）
- 荒野の素浪人 第2シリーズ 第22話「くの一情話」（1974年、NET・三船プロ）
- 特捜記者 第23話「夜霧の女」（1974年、関西テレビ・松竹）
- 事件狩り 第10話「うそ」（1974年、TBS・大映テレビ）
- 限りある日を愛に生きて（1974年、CBC）
- 夜明けの刑事 第18話「ウェディングドレスの秘密」（1975年、TBS・大映テレビ）
- TOKYO DETECTIVE 二人の事件簿 第8話「愛が死んだ"よる"」（1975年、朝日放送）
- 木下恵介・人間の歌シリーズ 「もうひとつの春」（1975年、TBS）
- ザ★ゴリラ7 第16話「軍用拳銃密売人」（1975年、NET・東映）
- ほおずきの唄（1975年、日本テレビ）- 小染
- 大江戸捜査網（12ch・三船プロ）
  - 第212話「暗殺計画 眼には眼を!!」（1975年） - 伊東八重
  - 第276話「無残! 盗っ人秘録」（1977年） - おりん
  - 第389話「尼僧が秘めた仇討ち七変化」（1979年） - おしの
  - 第460話「女忍者傷だらけの復讐」（1980年） - おさち
- 事件(秘)お料理法 第12話「記憶喪失殺人事件」（1977年、関西テレビ）
- 土曜ワイド劇場（テレビ朝日）
  - 夏の海にご用心（1977年）
  - 江戸川乱歩の美女シリーズ 第7作「宝石の美女 江戸川乱歩の白髪鬼」（1979年、松竹） - 住田洋子
  - 夜の終る時・警官殺しを追え!（1979年、朝日放送・テレキャスト）
  - 三毛猫ホームズシリーズ 第2作「三毛猫ホームズの追跡 女性専科連続殺人の謎」（1980年、東映） - 竹森幸子
  - 松本清張の地方紙を買う女 昇仙峡囮心中（1981年、東映）
  - 死者の木霊（1982年、東映） - 君江
  - 家政婦は見た! 第5作「美しい女病院長 華やかな私生活の秘密」（1987年） - 浅井弥生
  - 市毛良枝の美女探偵シリーズ 第3作「ダンススクール連続殺人」（1988年、朝日放送） - 五十嵐環
  - 事件 第2作（1994年） - 中畑竹子
- ゴールデンドラマシリーズ / 砂の器（1977年、フジテレビ） - 三浦恵美子
- 人形佐七捕物帳 第25話「喉笛を突く美女」 - 第34話「逆夢を買った女」（1977年、テレビ朝日・東映） - お加代
- 華麗なる刑事 第2話「男のバラード」（1977年、フジテレビ・東宝）
- 青春の門 第二部・自立編（1977年、毎日放送）
- 破れ奉行 第7話「復讐!汐見橋の女」（1977年、テレビ朝日・中村プロ） - 沙織
- 新幹線公安官 第2シリーズ 第9話「銀の鈴は見ていた」（1978年、テレビ朝日・東映）
- 大空港 第7話「暗号名 ジャッカルを追え!」（1978年、フジテレビ・松竹） - マリ / ミシェル・オガワ(二役)
- 土曜ドラマ / 松本清張シリーズ・虚飾の花園（1978年、NHK総合） - 服部和子
- 愛のトロフィー（1978年 - 1979年、日本テレビ） - マサヨ
- 新五捕物帳 第45話「殺しのかんざし」（1978年、日本テレビ・東映）
- 吉宗評判記　暴れん坊将軍 第39話「琉球渡来の甘い罠」（1978年、テレビ朝日・東映）
- 七人の刑事 第3シリーズ第34話「北川刑事の辞職」（1979年、TBS）
- 遠山の金さん 第2シリーズ（1979年、テレビ朝日・東映） - 小扇
- ザ・スーパーガール 第1話「7人のセクシーギャルが今“激的に”」（1979年、12ch・東映） - 湯崎常務の愛人・塩屋正子
- ミラクルガール 第11話「復讐は女の匂い」（1980年、12ch・東映） - クラブ経営者・夕子
- 木曜ゴールデンドラマ / 松本清張の強き蟻（1981年、よみうりテレビ）
- 噂の刑事トミーとマツ 第2シリーズ 第2話「トミコ大合唱! ムム、なめんなよ」（1982年、TBS・大映テレビ） - 中川夫人
- 西部警察 第126話「また会う日まで」（1982年、テレビ朝日・石原プロ） - 杉山美佐子
- 刑事ヨロシク（1982年、TBS・KANOX） - 近田文子
- ザ・ハングマンII 第13話「裏切り警官あぶり出し作戦」（1982年、朝日放送・松竹芸能） - 立花マリ（女流事業家）
- 特捜最前線 第286話「川崎から来た女!」（1982年、テレビ朝日・東映）
- スチュワーデス物語（TBS・大映テレビ） - 岩倉ハナ
  - 第3話「とんでもない噂」（1983年）
  - 第18話「やるっきゃない恋」（1984年）
- 月曜ドラマランド / どきどき婦警さん2（1984年、フジテレビ） - のり子
- 人妻捜査官 第3話「疑惑!?制服の女が通うレズクラブ」（1984年、朝日放送・テレパック）
- 私鉄沿線97分署 第1話「プレハブだからSOS!!」（1984年、テレビ朝日・国際放映） - なつえ
- 刑事物語'85 第10話「被害者の黙秘権」（1985年、日本テレビ・ユニオン映画）
- 赤い秘密（1985年、TBS・東映） - 野崎教諭
- 遊びじゃないのよ、この恋は（1986年、TBS・大映テレビ）
- セーラー服反逆同盟（1986年、日本テレビ・ユニオン映画） - 葉室加寿子
- どうぶつ通り夢ランド 第19話「猫は知っていた! 少女の秘密」（1987年、テレビ朝日・国際放映）
- 女が家を買うとき（1988年6月10日、フジテレビ）
- もっとあぶない刑事 第13話「代償」（1989年、日本テレビ・セントラル・アーツ） - 柿崎日出子
- ふたり（1990年、NHK総合）
- 代表取締役刑事 第6話「愛と青春の旅立ち」（1990年、テレビ朝日・石原プロ）
- 火曜サスペンス劇場（日本テレビ）
  - 朝まで待てない（1983年）
  - 女弁護士・高林鮎子 第9作「北の街小樽に消えた女」（1991年） - 三井昌子
  - 警部補 佃次郎 第10作「つぐない」（2000年） - 阿久根千代
- 世にも奇妙な物語「この気持ち伝えて」（1991年、フジテレビ） - 北川桂子
- ドラマ30（TBS）
  - 許されぬ唄（1992年、CBC）
  - 車いすの金メダル（1998年、毎日放送）
- 連続テレビ小説 / ひらり（1992年 - 1993年、NHK総合） - 加賀谷みつ子
- ボクたちのドラマシリーズ / お願いダーリン!（1993年、フジテレビ）
- 花王 愛の劇場 夏は秘密がいっぱい!（1994年、TBS）
- 翼をください!（1996年、フジテレビ）
- Shin-D「TOO YOUNG!!」（1997年、日本テレビ）※主演
- Days（1998年、フジテレビ）
- 凄絶!嫁姑戦争 羅刹の家（1998年、テレビ朝日）
- 真珠夫人（2002年、東海テレビ）
- 安宅家の人々（2008年、フジテレビ）
- 24時間あたためますか?〜疾風怒涛コンビニ伝〜（2008年、日本テレビ）
- 全開ガール（2011年、フジテレビ）
- 木曜ドラマ / おトメさん（2013年、テレビ朝日） - 北村満智子

### 映画
- 銀の長靴（1967年、松竹） - 松波のり子
- レッツゴー!高校レモン娘（1967年、松竹） - 伊藤奈美子
- ミニミニ突撃隊（1968年、松竹） - 桑原奈美子
- ザ・スパイダースの大騒動（1968年、日活） - 高村夕子
- 初恋宣言（1968年、松竹） - 春山波江
- スクラップ集団（1968年、松竹） - 春子
- 恋の季節（1969年、松竹） - 守屋洋子
- 結婚します（1969年、松竹） - 加納百合子
- 夜の熱帯魚（1969年、松竹） - 霧子
- 栄光の黒豹（1969年、松竹） - ミス長岡
- チンチン55号ぶっ飛ばせ!出発進行（1969年、松竹） - 君原織江
- 喜劇 体験旅行（1970年、松竹） - 桜直美
- 渡世人 命の捨て場（1971年、東映） - 志津
- ごろつき無宿（1971年、東映） - 秋本ゆき
- 喜劇 新婚大混線（1972年、松竹） - 豊川知栄子
- 俺の血は他人の血（1974年、松竹） - 房子
- ウルフガイ 燃えろ狼男（1975年、東映） - 緒方ミキ
- 河内のオッサンの唄（1976年、東映） - 林田かほる
- 悪女かまきり（1983年、東映） - 美容室女客A
- トルコ行進曲 夢の城（1984年、にっかつ） - 不思議の国のアリス
- リメインズ 美しき勇者たち （1990年、松竹） - マツ
- ふたり（1991年、松竹） - 担任の先生
- 修羅の伝説（1992年、東映） - 橋本春江
- 私の心はパパのもの（1992年、東北新社） - 友情出演
- 宮古島物語ふたたヴィラ 再会ぬ海（2024年、10ANTS）[7]

### バラエティ番組
- レ・ガールズ（1967年8月4日 - 1968年7月12日、日本テレビ）
- 土曜イレブン
- 快傑熟女!心配ご無用（TBS）
- 未来ナース（TBS）
- B.C.ビューティー・コロシアム（フジテレビ）
- とんねるずの生でダラダラいかせて!!（日本テレビ）
- ベリーベリーサタデー!（関西テレビ） - 準レギュラー
- ぴーかんテレビ（東海テレビ） - 金曜日レギュラー
- 情報満載 ひるまで!すっぴん!（よみうりテレビ）
- クイズ!脳ベルSHOW（BSフジ）

### ラジオ
- 歌謡大行進（文化放送、1969年4月 - 1970年7月）- 火曜パーソナリティー
- 奈美悦子・辻よしなりのちなみに?（TBSラジオ、2008年10月 - 2012年9月）

### オリジナルビデオ
- 青い鳥どこに（ビクトリービデオ、監督 -瀬川昌治）

## ディスコグラフィ

### シングル
| 発売日   | A/B面    | タイトル           | 作詞家         | 作曲家     | 編曲家     | 規格品番 | 備考                     |
| ビクター | ビクター | ビクター           | ビクター       | ビクター   | ビクター   | ビクター | ビクター                 |
| -------- | -------- | ------------------ | -------------- | ---------- | ---------- | -------- | ------------------------ |
| 1967.07  | A面      | 大阪ブルース       | なかにし礼     | 吉田正     | 寺岡真三   | SV-593   |                          |
|          | B面      | 恋のシャボン玉     | なかにし礼     | 吉田正     | 寺岡真三   | SV-593   |                          |
| 1967.12  | A面      | 愛しているから     | 茜礼子         | 島田タカホ | 島田タカホ | SV-652   |                          |
|          | B面      | 星空のかなたに     | なかにし礼     | 大野正雄   | 島田タカホ | SV-652   |                          |
| 1968.08  | A面      | 恋は気まぐれ       | なかにし礼     | 大野正雄   | 島田タカホ | SV-738   |                          |
|          | B面      | ラブ・サンバ       | なかにし礼     | 大野正雄   | 寺岡真三   | SV-738   | コーラス：ハニー・ナイツ |
| 1969.01  | A面      | 恋泥棒             | 阿久悠         | 三木たかし | 三木たかし | SV-794   |                          |
|          | B面      | 恋のめざめ         | 阿久悠         | 三木たかし | 三木たかし | SV-794   |                          |
| 1969.12  | A面      | 恋の終りは風まかせ | みやもり純     | 仁織勝博   | 寺岡真三   | SV-922   |                          |
|          | B面      | 涙の海へひとり旅   | ふじこうのすけ | 三保敬太郎 | 近藤進     | SV-922   |                          |

### タイアップ曲
| 年     | 楽曲           | タイアップ                                 |
| ------ | -------------- | ------------------------------------------ |
| 1967年 | 愛しているから | 日活映画『ザ・スパイダースの大騒動』挿入歌 |

## 書籍
- 奈美悦子著『パルミーノ』KTC中央出版、2003年1月。ISBN 9784877582968。
- 奈美悦子著『死んでたまるか！ 波瀾万丈の人生と全闘病記 難病「掌蹠膿疱症性骨関節炎」完治への闘い』主婦と生活社、2005年5月。ISBN 9784391130768。
- 奈美悦子著『雑穀美 奈美悦子のキレイと健康の秘密』マイクロマガジン社、2007年9月。ISBN 9784896372618。
- 奈美悦子著『雑穀きれいレシピ』主婦と生活社、2008年5月。ISBN 9784391135961。
- 奈美悦子著『奈美スタイル 60歳でも健康美人生活』マイクロマガジン社、2011年2月。ISBN 9784896373578。
- 写真集「アンダルシアの風」別冊スコラ（1984年5月、講談社・スコラ）